# Catedral de la Ascensión (Almaty)
La Catedral de la Ascensión (en ruso: Вознесенский собор) también conocida como la Catedral de Zenkov, es una catedral ortodoxa rusa ubicada en el parque Panfilov en Alma Ata, Kazajistán. Terminada en 1907, es el segundo edificio más alto de madera en el mundo.
En el siglo XIX los primeros obispos de la eparquía de Turkestán discutieron la necesidad de una Iglesia Ortodoxa Rusa en Almatý. El 26 de septiembre de 1903 el obispo de Turquestán y Tashkent, Paisii (Vinogradov) consagró la fundación de la iglesia. La construcción se produjo entre 1904 y 1907. El campanario se erigió el 14 de septiembre de 1906. La catedral sobrevivió al terremoto de 1911 con un daño mínimo, a pesar de que fue construida sin clavos. Algunos obispos entonces afirmaron que fue "salvada por Dios".
La estructura interior de la catedral se hizo en los talleres artísticos de Moscú y Kiev.